# Larry Garner
Pour les articles homonymes, voir Garner.
Larry Garner (né le 8 juillet 1952 à La Nouvelle-Orléans) est un guitariste américain de blues. Bien que son style soit ancré dans la tradition du swamp blues, il est considéré comme un bluesman moderne et est connu notamment pour son album Too Blues.

## Biographie
Ayant grandi à Baton Rouge, et ayant appris la guitare grâce à son oncle et deux autres aînés, il a comme première influence le guitariste-révérend Utah Smith. C'est à Bâton-Rouge qu'il fait la connaissance des musiciens locaux Lonesome Sundown (en), Silas Hogan (en), Guitar Kelley et Tabby Thomas (en).
Ses influences musicales vont de Hogan, Clarence Edwards (en), Jimi Hendrix à Henry Gray (en),.
Thomas' nightclub et, Tabby's Blues Box, lui offrent de jouer régulièrement dans les années 1980 et lui donnent la matière pour une de ses chansons de l'album Double Dues, No Free Rides.
Garner remporte l'International Blues Challenge (en) en 1988, et ses deux premiers albums, Double Dues and Too Blues, sortent sur le label britannique JSP Records (en). Le titre du deuxième album est une réponse aux dirigeants de label l'ayant refusé car le jugeant « trop blues »,.
You Need to Live a Little (1996) est suivi de Standing Room Only (1998), Baton Rouge (1999) et Once Upon the Blues (2000).

## Discographie[5]
- Too Blues (1994) - JSP Records (en)
- Double Dues (1995) - JSP
- You Need to Live a Little (1995) - Polygram
- Standing Room Only (1998) - Ruf
- Baton Rouge (1999) - Evidence
- Once Upon the Blues (2000) - Ruf
- Embarrassment to the Blues? (2002) - album live - Ruf
- Here Today Gone Tomorrow (2008) - DixieFrog
- Good Night in Viena
- Blues For Sale (2012) - DixieFrog
- Upclose & Personal (2014) - DixieFrog

## Note
- (en) Cet article est partiellement ou en totalité issu de l’article de Wikipédia en anglais intitulé « Larry Garner » (voir la liste des auteurs).